# Chevauchée du Prince Noir (1355)
Ne doit pas être confondu avec Chevauchée du Prince Noir (1356).
Pour l’article homonyme, voir Chevauchée.
Guerre de Cent Ans
Batailles
La chevauchée du Prince Noir en 1355 est un raid dévastateur conduit de Bordeaux au Languedoc pendant les mois d'octobre à décembre 1355 par Édouard de Woodstock — plus connu sous le nom de Prince Noir —, prince de Galles et fils aîné du roi d'Angleterre Édouard III.

## Contexte
Après l'avènement du roi Jean II en 1350, la pression contre la Guyenne anglaise s'accentue. Les Français prennent Saint-Jean-d'Angély et Aiguillon, menacent Blaye, Abzac et Guîtres. Le captal de Buch, Jean de Grailly qui commande les Gascons, réclame des secours à l'Angleterre et le 8 septembre 1355 le roi Édouard III nomme Lieutenant de Gascogne son fils Édouard de Woodstock et l'envoie sur le continent (il se trouve aussi que celui qu'on n'appelle pas encore le « Prince Noir » vient de tristement s'illustrer en écrasant une révolte dans son comté de Chester, et le roi souhaite l'éloigner). 
Le prince débarque à Bordeaux le 20 septembre 1355 avec 1 000 hommes d'armes et 11 000 archers. Les « plus célèbres nobles d'Angleterre » l'accompagnent : William Montagu comte de Salisbury, Robert d'Ufford comte de Suffolk, John de Vere comte d'Oxford (en), Thomas de Beauchamp, comte de Warwick, Ralph de Stafford, les sirs Bartholomew de Burghersh (en) et Reginald de Cobham (en), les capitaines James Audley et John Chandos sont du voyage. 
Pour desserrer l'étau autour de la Guyenne, il entend lancer une campagne vers l'est dont l'objectif est de piller les villes et les campagnes fidèles à l'ennemi, ravageant autant que possible les possessions du commandant des forces françaises qui assaillent la Guyenne, Jean Ier d'Armagnac. Le but n'est pas de soumettre à la couronne anglaise les terres conquises, mais de les dévaster pour affaiblir et ruiner le camp français : c'est une stratégie fondamentale de la guerre de Cent Ans, basée sur ces chevauchées et non sur une guerre de positions.
Le 21 septembre, dans l'église Saint Seurin, le prince fait lire ses lettres de mission et prête serment. Le maire de Bordeaux, Thomas Roos de Dowesby, jure à son tour fidélité avec ses jurats. Woodstock s'installe au Palais de l'Ombrière, y fait battre monnaie pour payer ses soldats et rassemble ses troupes avec ses alliés locaux, des seigneurs gascons comme Jean de Grailly, Arnaud-Amanieu d'Albret et le sire de Langoiran. Il souhaite mettre à profit les quelques semaines qui le séparent de l'hiver pour ravager le maximum de terres, et accélère ses préparatifs. 
Aussi est-ce dès le 5 octobre qu'Édouard quitte Bordeaux à la tête d'une armée de 14 000 hommes (1 500 lances — groupe de six combattants —, 2 000 archers et 3 000 « bidauts », des soldats armés d'une lance, de dards et d'un poignard),. Parmi eux de très nombreux corps béarnais et gascons, à tel point qu'il est probable que la communication entre les soldats n'est pas aisée, puisqu'on y parle gascon, français, anglais, gallois et même un peu espagnol ou allemand !

## Déroulement

### Vers Toulouse
Évitant les Français qui l'attendent à l'est, le Prince Noir prend par le sud, jusqu’à Villenave d'Ornon, probable point de rassemblement convenu pour les troupes, et où il passe la première nuit. L'armée longe la Garonne par le sud, passe à Langon le 6 pour faire étape le soir à Castets-en-Dorthe.  On poursuit au rythme d'environ 45 km par jour jusqu'à Bazas et Saint-Michel-de-Castelnau, dernier bastion anglais. Le 11 octobre, c'est l'entrée dans le comté d'Armagnac par les villages de Vielle-Soubiran et d'Arouille.  
Le Prince Noir modifie dès lors son ordre de marche : le pillage va commencer, les provisions peuvent être prises sur l'ennemi. Il divise l'armée en trois colonnes, qui progressent en parallèle sur un large front — suffisamment espacées pour des ravages maximaux, mais assez proches pour s'épauler en cas d'attaque française.
À l'approche des anglo-gascons, la plupart des places-fortes offrent une rançon pour leur salut, qui est généralement acceptée. Celles qui refusent de plier sont prises, pillées, brûlées et rasées jusqu'aux fondations, ou encore occupées par un détachement du Prince qui les fortifie pour l'Angleterre (pratique qui cessera après le franchissement de la Garonne : un château si loin isolé dans des terres françaises ne tiendrait pas longtemps).
Les 14 et 15, l'armée campe à Monclar, détruit Estang puis rejoint la vallée du Midour jusqu'à la place forte de Nogaro. L'étape suivante est Plaisance, dont la population a fui : le captal de Buch et le seigneur de Montferrand s'emparent facilement de la forteresse de bois, et capturent les nobles qui la défendent. À proximité, le château de Galiax est anéanti dans la foulée.
Le 19 octobre, la marche reprend vers Bassoues, sur un front de plus de dix kilomètres de large. L'abbaye de Case-Dieu et le bourg de Beaumarchés sont détruits. La ville se rend le 20, mais est épargnée par les Anglais, en tant que possession ecclésiastique de l'archevêque d'Auch. Le 21, Woodstock et ses hommes quittent l'Armagnac pour entrer en Astarac, où ils dévastent les alentours du chef-lieu, Mirande, une ville fortifiée tenue par Pierre-Raymond IV de Comminges.
Le 24 les colonnes font étape à Villefranche et Tournan, qu'elles détruisent. Le lendemain, Simorre et Sauveterre connaissent le même sort, avant que Woodstock ne s'arrête pour la nuit à Samatan, la ville la plus prospère du Comminges que ses habitants ont quittée pour se réfugier dans le château voisin de Lombez. Au petit matin, Samatan, son couvent et son château ne sont que ruines fumantes. Le 26, la chevauchée reprend vers l’est en direction de Toulouse : Sainte-Foy-de Peyrolières, Salvetat et Saint-Lys sont rasées.
Le 27, les Anglais sont devant Toulouse. La population de la ville est alors d'environ trente mille habitants. À cheval sur la Garonne, elle est entourée de remparts puissants. Jean d'Armagnac, le maréchal de France Jean de Clermont et le connétable de France Jacques de Bourbon s'y sont réfugiés, et refusent un combat frontal malgré un rapport numérique favorable (au moins 50 % de plus que les Anglais), considérant que les milices toulousaines dont ils disposent sont insuffisamment aguerries,. Aussi les chefs français ont-ils fait consolider les murailles et détruire les forts extérieurs pour ne pas laisser aux Anglais de points d'ancrage, et consigne a été donnée à la population de se réfugier dans les places-fortes, Toulouse ou Montauban.
Or Edouard de Woodstock n'a aucune intention de mener un siège : ce n'est pas sa stratégie, il n'a de toutes façons pas emporté les machines adéquates, et l'hiver qui s'approche contrarierait un tel plan.
Aussi passe-t-il son chemin, et le 28 octobre l'armée franchit la Garonne — probablement à Pinsaguel —, puis l'Ariège. Le soir, le Prince Noir couche à Lacroix-Falgarde. Cette poursuite de l'expédition vers l'est, par laquelle Woodstock s'enfonce encore plus profondément en territoire ennemi et s'isole singulièrement de ses bases arrière (les gués sur la Garonne sont rares), est probablement une grande surprise pour le comte d'Armagnac, qui s'attendait à un siège ou à une dispersion des colonnes anglo-gasconnes pour ravager la région.

### Jusqu'à la Méditerranée
Le 30 octobre le Prince Noir ravage Montgiscard, Montbrun-Lauraguais, pille et détruit les châteaux de Castanet et de Clermont-le-Fort, rase Baziège, Villefranche et leurs environs : Ayiguesvives, Villenouvelle, Montesquieu et Gardouch. Le 31, les Anglo-gascons quittent Avignonet — alors une ville de 1 500 maisons — où ils ont passé la nuit, après l'avoir mise à sac. Par Mas-Saintes-Puelles, Castelnaudary — où il fait incendier les archives de la collégiale et l'église Saint-Michel, dans laquelle la population affolée s'était réfugiée —, Montclar, Saint-Martin-Lalande, Lasbordes, Villepinte, Alzonne et Alzau — qu'il brûle et où il passe la nuit du 2 novembre —, il progresse ensuite jusqu'à Carcassonne qu'il atteint le 3 novembre.

« Tant chevauchèrent les Anglais et les Gascons, brûlant et ruinant tout le pays, et conquérant villes et châteaux qu’ils arrivèrent jusqu'à la Cité de Carcassonne. »

Une petite résistance les y attend, les habitants ayant tendu des chaînes dans les rues qui mènent à la ville (7 000 maisons). La troupe anglaise commandée par Eustache d'Abrichecourt se contente d'en brûler les faubourgs et le consul Davilla trouve la mort en défendant le bourg aux côtés du sénéchal Thiébault de Barbazan. Après quelques jours de sac, sans qu'il ne parvienne à pénétrer dans les murailles, Woodstock lève le camp le 6 novembre, remontant la rive gauche de l'Aude. 
Le 7 novembre, il passe l'Aude, dévaste Trèbes, Puichéric, Castelnau d'Aude, Millan et Sérame à Lézignan-Corbières, et loge à Canet. Le 8, l'armée atteint « la mer de Grèce » en arrivant à Narbonne (alors une ville de 30 000 habitants, qui comme Carcassonne est constituée d'une cité fortifiée et d'un bourg) où le vicomte Aymeri VI de Narbonne et cinq cents hommes d'armes lui opposent toute la nuit et la journée du 9 une résistance si farouche que le prince n'insiste pas et se retire le 10. Le 11 novembre, après avoir pillé Ouveillan, l'armée du Prince Noir fait jonction avec la colonne que commande Arnaud-Amanieu d'Albret, occupée à assiéger Capestang, près de Béziers. Là, ils rompent l'engagement à l'approche de milices qui arrivent en renfort de Beaucaire. Les troupes anglaises rançonnent alors Homps et dévastent Pépieux, La Redorte et Azille, où le prince passe la nuit du 12.

### Le retour
Jean d'Armagnac et Jean de Clermont se contentent de suivre à distance sa progression en se gardant d'intervenir et ont pris position le long de l'Aude, à quelques distances de là ; les milices de la sénéchaussée de Beaucaire ne sont plus qu'à quelques jours de marche. Pour éviter l'étau, il semble que Woodstock conduise alors son armée vers le nord, anéantissant Siran, La Livinière et le château de Ventajou à Félines-Minervois. Mais le 14, il replonge vers la Montagne d'Alaric à la poursuite de troupes d'Armagnac, et saccage Peyriac-Minervois, Buadelle à Badens, Villepeyroux à Malves-en-Minervois, Conques, Pennautier, Villalier et Pezens. 
Il est maintenant temps de prendre le chemin du retour, avant que les pluies d'automne ne gonflent trop la Garonne, seul obstacle significatif avant la Gascogne. Le 15, les colonnes se déploient et incendient Limoux (15 000 habitants), Routier, Montréal, Villar-Saint-Anselme, Fanjeaux, Lasserre et Villasavary.
Le 16 novembre, Woodstock prend d'assaut Belpech après une longue défense. Le prince en épargne le château, fief du comte de Foix et présumé allié Gaston Fébus. Le 17, l'armée franchit l'Herms, et le Prince Noir est reçu en ami par Gaston Fébus, qui vient de s'échapper d'un emprisonnement de deux ans à Paris. Par égard pour le comte, Mazères, Calmont, Cintegabelle et le château d'Auterive sont laissés indemnes. Le 18 les troupes, escortant les chariots chargés de butin, passent la Garonne à gué ou sur des ponts de fortune à Montaut. La ville de Noé est détruite, et son château livrée à l'arrière-garde qui y passe la nuit. Le 19, quelques centaines de combattants emmenés par John Chandos se heurtent à une force équivalente du comte d'Armagnac ; celle-ci s'esquive rapidement, provoquant une retraite désordonnée de toute l'armée française.
Le 28 novembre enfin, l'armée anglo-gasconne rentre en Guyenne anglaise à Mézin.

## Conséquences
Le 9 décembre, Édouard de Woodstock est de retour à Bordeaux, avec un millier de chariots chargés du fruit des pillages et quelque cinq mille prisonniers. Cette campagne, tout comme celle qui suit à l’été 1356, renforce la fortune de la ville. C'est une véritable manne, dont profitent toutes les couches de la société : butin, rançons payées pour la libération des otages, présence en nombre de soldats à nourrir, loger, etc.
Au cours de la chevauchée, près de cinq cents villes et villages tenus par les partisans de Jean II le Bon ont été dévastés. La noblesse française crie vengeance, et le Prince Noir consacre la pause hivernale à préparer la reprise des hostilités. Il profite d'un début d'hiver clément pour répartir une partie de ses troupes sur les frontières afin d'y harceler les Français, tout en bénéficiant de la protection des places-fortes fidèles : lui-même se porte à Libourne, tandis que John Chandos, James Audley et Reginald Cobhan sont envoyés vers Barsac, Castelsagrat et Agen. Le seigneur de Mussidan, Louis Achard de Pommiers, les comtes de Suffolk, Oxford et Salisbury partent combattre vers Rocamadour, et il échoit au captal de Buch, au seigneur de Montferrand et à Bartholomew Burghersh de monter vers l'Anjou et le Poitou. En un mois, cinq villes-fortes et dix-sept châteaux supplémentaires tombent dans l'escarcelle du Prince.
Ce mode de combat, basé sur la terreur et le pillage systématique des populations civiles, échappera bientôt au contrôle des deux royaumes avec le développement des grandes compagnies.
Après ce succès, le Prince Noir lancera une nouvelle chevauchée en 1356.